# Изобара (метеорология)

Изобары на карте показаны линиями синего цвета

Изоба́ры — изолинии величин атмосферного давления. На карте изображаются как линии, соединяющие места с одинаковым давлением. Чаще всего изобарические линии изображаются на метеорологических картах.
Используются для изучения распределения атмосферного давления у земной поверхности. Для этого применяют географическую карту, на которую наносят значения давления за определённый период для отдельных точек, затем проводят линии-изобары, соединяющие места с одинаковым значением величины атмосферного давления.